# Eugenium
Eugenium var en forntida ort i Illyrien, bebodd av folkstammen Parthini.